# ノーテレビデー
ノーテレビデーは、家庭における長時間のテレビ視聴が子どもに悪影響を与えるという考えを背景として、定期的にテレビを観ない日を設けようとする運動である。日本では、一部の地方自治体、学校などが独自にノーテレビデーを設定する取り組みをしているほか、対象をテレビのみならずゲーム等に拡大して、ノーテレビ・ノーゲームデーなどを設けている例もある。

## 沿革
ノーテレビデーの提唱の初期の事例とされるのは、岩佐京子が1976年の著書『テレビに子守りをさせないで』において提唱した「テレビなしデー」である。岩佐は、3歳児健診で言葉の発達が遅かったり、自閉的傾向を見せる子どもたちが、テレビの視聴時間が長いと指摘して、長時間見ていることを指摘し、問題を提起した。
その後、特に1980年代以降、アメリカ合衆国において、テレビの暴力シーンが、青少年の凶悪犯罪に影響を与えていることなどが議論されるようになり、1999年には米国小児科学会が、２歳以下の乳幼児にはテレビを見せないよう勧告を出すに至った。同時代の日本でも、伊藤助雄が1982年から1996年にかけて乳幼児や学童のメディア接触に関する調査を踏まえ、｢ノーテレビデー｣を提唱した。1999年に発足した「子どもとメディア研究会」は、2000年に1500世帯を対象に月に1日のノーテレビデーの取り組みを実施し、その結果について「家族の会話が増え、スキンシップがとれた」と報告した。

## 様々な取り組み
2001年に4月23日が「子ども読書の日」に定められたのを契機に、各地で毎月23日をノーテレビデーとして読書などに取り組むことを促す動きが広まり、台東区や、北九州市などでも取り組みがなされるようになった。
一方、野々市市は、2004年から保育園でノーテレビデーに取り組み、2007年9月からは対象を小中学校まで広げて「ノーテレビ・ノーゲームデー」の運動を開始し、さらに2019年6月からは「ノーネット」を加え、「市内すべての保育園児、幼稚園児、小中学校児童・生徒の家庭」を対象に、毎月第1水曜日の実践を呼びかけている。
東京都の葛飾区は、2010年1月の「葛飾区子どもの生活習慣向上・家庭教育支援関係者会議」において、毎月10日を「ノーテレビ・ノーゲームデー」と設定し、「決してテレビやゲーム、インターネット、スマホを禁止する取組ではありません。」とした上で、可能な範囲でこれらメディアとの接触を抑制することを試みるよう呼びかけている。
相模原市立富士見小学校は、2021年5月から月に1回、第2月曜日を「ノーゲーム・ノースマホ・ノーテレビデー」とし、「可能な範囲でゲームやスマホ、テレビから離れ、読書をしたり、好きなことに取り組んだり、家族での対話を楽しんだりするようにしてください」と呼びかけている。
綾瀬市は、毎月10日、20日、30日を「ゼロの日」と称して、「あやせ家庭読書の日、ノーテレビ・ノーゲームデー運動」を推進している。他方では、東御市教育委員会のように、「ノーテレビデー」「ノーメディアデー」の推進を謳いながら、具体的な日程の設定はおこなっていない例もある。